# Micatuba
Micatuba es un género de foraminífero bentónico de la subfamilia Argillotubinae, de la familia Allogromiidae, del suborden Allogromiina y del orden Allogromiida. Su especie tipo es Bathysiphon flexilis. Su rango cronoestratigráfico abarca el Holoceno.

## Clasificación
Micatuba incluye a la siguiente especie:
- Micatuba flexilis